# Mudriona (stacja szybkiego tramwaju)
Mudriona (ukr. Мудрьона) – naziemna stacja szybkiego tramwaju w Krzywym Rogu na Ukrainie. Została otwarta 26 grudnia 1986 r. jako tymczasowa. 2 maja 1989 r. stacja została otwarta w obecnej formie (pozostałości tymczasowej stacji zostały rozebrane). Do 2016 r. nosiła nazwę „Dzerżynśka”.

## Opis
Stacja położona jest w jednej z miejskich stref przemysłowych. Budynki mieszkalne w pobliżu stacji to głównie jednopiętrowe domy.
Jest to stacja jednonawowa, sklepiona dachem w kształcie wanny. Dach jest utrzymywany dwoma rzędami podpór, górna część jest wykonana z betonu, w dolnej części między podporami znajdują się szklane przegrody z ławkami dla oczekujących pasażerów.
Na północ od stacji położona jest dwutorowa pętla tramwajowa i niewielki asfaltowy plac.